# Ilulissat Isfjord
Ilulissat Isfjord (Kangiata Sullua) er en Grønlandsk fjord i Ilulissat Lokalområde i Avannaata Kommune. Ilulissat Isbræen sender årligt 46 kubikkilometer is gennem fjorden og ud i den nærliggende Diskobugt.
Fjorden blev optaget på UNESCOs verdensarvsliste i 2004.Fjorden spiller stadig en vigtig rolle for jagt og fiskeri i dag. Isfjorden er også en populær destination for turister.

## Geografi
Fjorden ligger i det centrale Vestgrønland mellem Ilimanaq i syd og Ilulissat i nord. Endnu tættere på fjorden, indtil midten af det 20. århundrede, lå de to bosættelser Eqi og Avannarliit. Fjordens officielle navn er Kangiata Sullua ("Kangias rør"), men det mere almindelige navn Kangia ("dens østlige ende") er faktisk blot enden af fjorden. Fjorden fødes hovedsageligt af Gletsjeren Sermeq Kujalleq For enden ("Kangia") er fjorden lige under 10 km bred og snævrer ind mod mundingen. Den har flere store bugter. Bugten tættest på enden, Kangerlukasik Ilorleq, ligger på nordsiden og er 5 km dyb. 15 km længere løber den cirka 20 km lange fjord Sikuiuitsoq fra nord, fodret af gletsjeren Sermeq Avannarleq. Direkte vest for den løber den 7 km lange fjord Nalluarsuup Kangerlua. På den modsatte side, fra syd, løber fjordkomplekset Tasiusaq ud i isfjorden, som er næsten lige så lang som selve isfjorden. Når fjorden er blevet smallere til en bredde på lidt over 4 km, løber den ud i Diskobugten. På grund af gletsjersmeltningen er fjordens længde vanskelig at bestemme, men den er cirka mellem 40 og 60 km.
Sermeq Kujalleq er en af de mest aktive gletsjere på Jorden, selvom dataene varierer. Alle oplysninger bør derfor behandles med forsigtighed. Dens strømningshastighed er omkring 19 m om dagen. Hver dag kælver omkring 70 millioner tons is på gletsjeren, hvis kant er omkring 700 m tyk, hvoraf kun 80 m er over vandoverfladen. Den årlige mængde is, der driver gennem fjorden, er derfor omkring 40 km³, hvoraf 35 km³ går gennem Sermeq Kujalleq. Det betyder, at omkring 10% af iskalvningen i Grønland hvert år kanaliseres fra Grønlands indlandsis via Ilulissat Isfjord. Det tager isbjergene omkring 12 til 15 måneder at krydse fjorden. Ved den havvendte ende (Kangiata Aniggua "udgangen fra Kangia") er der en moræneaflejring (Isfjordsbanken) 200 til 225 m under havets overflade, hvor de større isbjerge sidder fast under vandet. Dette er årsagen til en ophobning af enorme isbjerge på dette sted. Hvis trykket fra den indkommende is er stort nok, brækker mindre isbjerge af og strømmer ud i det åbne hav, indtil det næste sætter sig fast. Isbjergene driver derefter gennem Disko-bugten ind i Davisstrædet, først mod nord og derefter mod syd, hvor de løber ud i Atlanterhavet og langsomt smelter. Titanic kolliderede sandsynligvis med et af disse isbjerge i 1912.

## Historie
Området omkring fjorden har været beboet af Inuitter i tusinder af år. Den vigtige bosættelse Sermermiut ("folkene ved bræen"") lå 2,3 kilometer sydøst for Ilulissat.
I 1851 var gletsjerkanten ifølge Hinrich Rink 25 km fra fjordens udmunding, dvs. omtrent bag Sikuiuitsoqs udmunding. I 1950 havde den allerede nået 46 km.I de seneste årtier er gletsjerens tilbagetrækning accelereret yderligere.
Takket være den lette tilgængelighed, har fjorden og gletsjeren bidraget til forskning i strukturen af den grønlandske iskappe, klimaforandringer og relaterede geomorfologiske processer.

## Galleri
- Sti til Sermermiut ved Ilulissat Isfjord.
- Isbjerg på vej ud af Ilulissat Isfjord.
- Ilulissat Isfjord.
- Isbjerg vest for Ilulissat Isfjord.
- Ilulissat Isfjord.